# クィントゥス・カエキリウス・メテッルス・ピウス・スキピオ・ナシカ

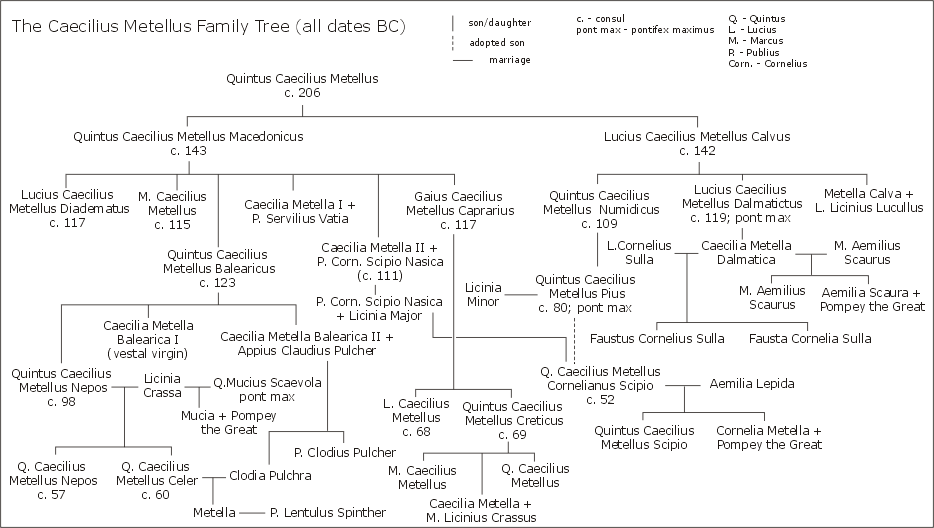
カエキリウス・メテッルス家系図

クィントゥス･カエキリウス・メテッルス・ピウス・スキピオ・ナシカ（ラテン語: Quintus Caecilius Metellus Pius Scipio Nasica, 紀元前100年または紀元前98年頃 - 紀元前46年4月）は、共和政ローマ期の政治家である。ローマ内戦では婿に当たるグナエウス・ポンペイウスを中心とした元老院派に属し、中心的な役割を果たした。古代ローマで最後に活躍した「スキピオ」とも称される。

## 生涯
紀元前111年に執政官を務めたプブリウス・コルネリウス・スキピオ・ナシカ・セラピオは祖父に当たり、同名で紀元前138年の執政官プブリウスは曾祖父で、スキピオ・アフリカヌスの血を引いていた。父プブリウスは法務官選出から間もなく亡くなったが、母リキニア・クラッサ（Licinia Crassa）はルキウス・リキニウス・クラッススの娘に当たるように、名門の血筋の出であった。
メテッルス・スキピオは父の又従兄弟に当るクィントゥス・カエキリウス・メテッルス・ピウスの養子に迎えられ、この時期にメテッルスと名乗ったとされる。また、マメルクス・アエミリウス・レピドゥス・リウィアヌス（紀元前77年の執政官）の娘アエミリア・レピダと結婚したが、当初はマルクス・ポルキウス・カトと婚約していたアエミリアを奪っての結婚であったため、カトから激しい批判を浴びた。
メテッルス・スキピオはアエミリア・レピダとの娘コルネリアを政略結婚の材料として、最初はマルクス・リキニウス・クラッススの息子プブリウスへ嫁がせて、プブリウスがカルラエの戦いで死去した後はグナエウス・ポンペイウスの5番目の妻として再婚させた。ポンペイウスとコルネリアは30歳以上も年が離れていたが、仲は睦まじかったとされる。この間にもクルスス・ホノルムを登り、紀元前59年に護民官、紀元前55年頃に法務官、紀元前52年にポンペイウスと共に執政官となった。
紀元前49年1月、ガイウス・ユリウス・カエサルが軍を率いてローマへ侵攻したことで内戦が勃発した。メテッルス・スキピオは反カエサルの立場から元老院派に属して、任地であったシリア属州やアシア属州で戦争に備えて食糧や軍資金、兵士を調達したものの、過酷な徴発であったとされる。
紀元前48年8月のファルサルスの戦いでは一軍を率いて参戦したが敗北。同盟者のヌミディア王ユバ1世が勢力を持つ北アフリカのウティカへ逃亡し、同じ元老院派のカトらと組んで再起を図ったものの、紀元前46年4月のタプススの戦いで再びカエサル派に敗北を喫した。ヒスパニアへ逃がれようとしたが、ヒッポレギウス（現：アンナバ）近郊で殺害された。